# Điện ảnh Fiji
Điện ảnh Fiji (tiếng Anh: Cinema of Fiji) là tên gọi ngành công nghiệp Điện ảnh của nước Cộng hòa Quần đảo Fiji.

## Lịch sử hình thành và phát triển
Được mệnh danh là Bulawood, tuy nhiên Fiji mới bắt đầu có bộ phim truyện đầu tiên của mình vào năm 2004, và đã sản xuất liên tục cho đến nay.

### Hãng phim
- Fiji Audio Visual Commission

### Phim nổi tiếng
- The Land has Eyes (2004)
- Boot Camp (2007)

### Nhà làm phim tên tuổi
- Vilsoni Hereniko

### Diễn viên nổi tiếng
- Sapeta Taito